# Erythrolamprus pseudocorallus
Erythrolamprus pseudocorallus är en ormart som beskrevs av Roze 1959. Erythrolamprus pseudocorallus ingår i släktet Erythrolamprus och familjen snokar. Inga underarter finns listade i Catalogue of Life.
Arten förekommer i Colombia och Venezuela. Den vistas i kulliga områden och i bergstrakter mellan 100 och 2300 meter över havet. Honor lägger ägg.